# Kathrin Rösel
Kathrin Rösel (* 4. November 1970 in Stendal) ist eine deutsche Politikerin (CDU). Von Juni 2016 bis Oktober 2017 gehörte  sie dem 18. Deutschen Bundestag an.

## Leben
Aufgewachsen ist Kathrin Rösel in Nahrstedt. Nachdem sie 1990 eine Ausbildung zur Maschinenbauerin absolviert hatte, legte sie im selben Jahr ihre Abiturprüfung ab.
Von 1991 bis 1997 studierte sie Erziehungswissenschaften, Soziologie und Psychologie an der Freien Universität Berlin und schloss ein Studium als Diplom-Pädagogin ab.
Von 2003 bis 2006 studierte Kathrin Rösel berufsbegleitend Sozialmanagement in Braunschweig und schloss dieses Studium mit dem Master of Social Management ab.
Von 1999 bis 2004 arbeitete Kathrin Rösel als Jugendpflegerin in der Samtgemeinde Brome im Landkreis Gifhorn und war bis 2012 beim Landkreis Gifhorn als Kreisjugendreferentin tätig. Von 2012 bis 2015 übte sie die Funktion der Haupt- und Schulamtsleiterin in der Samtgemeinde Meinersen (Landkreis Gifhorn) aus. Von März 2015 bis zur Mandatsübernahme im Deutschen Bundestag war Kathrin Rösel Erste Samtgemeinderätin in der Samtgemeinde Wesendorf. Vom 1. Januar 2019  bis 30. Juni 2024 war Kathrin Rösel Dezernentin im Altmarkkreis Salzwedel und verantwortlich für die Bereiche Jugend, Soziales, Bildung, Kultur, Recht und das Gesundheitsamt. Im März 2024 wurde Kathrin Rösel zur zweiten Stadträtin der Stadt Norderstedt gewählt, wo sie seit dem 1. Juli 2024 die Bereiche Jugend, Soziales, Bildung, Kultur und Sport verantwortet.
Kathrin Rösel hat einen Sohn.

## Politik
Seit 2008 ist Kathrin Rösel Mitglied der Christlich Demokratischen Union (CDU). Von 2009  bis 2013 war sie Kreisvorsitzende der 
Frauen Union Wolfsburg und von 2011 bis 2017 Bezirksvorsitzende der Frauen Union Nordostniedersachsen. Von 2011 bis 2013 war Rösel Fraktionsvorsitzende im Ortsrat Wolfsburg-Stadtmitte. Von 2017 bis 2018 war Kathrin Rösel stellvertretende CDU-Bezirksvorsitzende Elbe-Weser.
Sie wurde 2014 in den CDU-Bundesfachausschuss Bildung, Forschung und Innovation berufen. 
Vom 4. Juni 2016 an war Kathrin Rösel als Nachrückerin über die Landesliste Niedersachsen der CDU (aus der Bundestagswahl 2013) Mitglied des Deutschen Bundestages, nachdem der Abgeordnete Reinhard Grindel am 15. April 2016 zum Präsidenten des Deutschen Fußball-Bunds gewählt worden war und sein Bundestagsmandat zum 3. Juni 2016 niedergelegt hatte. Rösel betreute den Bundestagswahlkreis Rotenburg I – Heidekreis. 
Kathrin Rösel war bis Oktober 2017 ordentliches Mitglied im Ausschuss für Recht und Verbraucherschutz des Bundestages.
Zur Bundestagswahl 2017 trat sie erstmals als Direktkandidatin für die CDU im Wahlkreis Rotenburg I – Heidekreis an, erreichte allerdings kein Direktmandat.

## Ehrenamt
Kathrin Rösel ist 2011 in die Mitgliederversammlung des Diakonischen Werks Wolfsburg e.V. gewählt worden.